# Banks (artist)
Jillian Rose Banks, bäst känd som bara BANKS, född 16 juni 1988 i Los Angeles, är en amerikansk sångerska och låtskrivare.

## Diskografi

### Studioalbum
- 2014 – Goddess
- 2016 – The Altar
- 2019 – III
- 2022 – Serpentina

### Singlar
- 2013 – Fall Over
- 2013 – Warm Water
- 2013 – Waiting Game
- 2014 – Brain
- 2014 – Change
- 2014 – Goddess
- 2014 – Drowning
- 2014 – Beggin for Thread
- 2014 – Alibi
- 2015 – Better
- 2016 – Fuck with Myself
- 2016 – Gemini Feed
- 2016 – Mind Games
- 2016 – To the Hilt
- 2017 – Crowded Places
- 2017 – Underdog
- 2019 – Gimme
- 2019 – Look What You're Doing to Me (med Francis and the Lights)
- 2019 – Contaminated
- 2021 – The Devil
- 2021 – Skinnydipped
- 2022 – Holding Back
- 2022 – I Still Love You
- 2022 – Meteorite
- 2022 – Deadend